# Noël Bouton de Chamilly
Pour les articles homonymes, voir Bouton et Chamilly.
Noël Bouton, marquis de Chamilly, né à Chamilly le 6 avril 1636 et mort à Paris le 8 janvier 1715, est un aristocrate et militaire français des XVIIe et XVIIIe siècles. Il est nommé maréchal de France en 1703.

## Biographie

### Jeunesse
Noël Bouton est né au château de Chamilly le 6 avril 1636. Il est le fils de Nicolas Bouton, comte de Chamilly et lieutenant du prince de Condé, et de son épouse Marie de Cirey, fille de Benigne de Cirey, conseiller au parlement de Bourgogne. Il est le dixième d'une fratrie de treize.
Militaire dès sa plus tendre jeunesse, il embrasse le parti du roi durant la Fronde, contrairement à son père et à son frère aîné Hérard qui servent le prince de Condé. Il est volontaire dans l'armée royale et participe le 16 juillet 1656 au siège de Valenciennes sous les ordres du maréchal de la Ferté-Seneterre, où il est fait prisonnier avec lui et 77 officiers et 1 200 soldats, leurs bagages et toutes leurs provisions, dont un train de siège de 50 canons.
Le 8 février 1658, il est fait capitaine au régiment de cavalerie du cardinal Mazarin. Il entre au régiment de Bussy-Rabutin et fait la campagne de Flandre en participant notamment à la bataille des Dunes le 14 juin 1658 durant laquelle son frère Hérard commande une brigade ennemie ; à la prise de Dunkerque le 25 ; à celle de Bergues-Saint-Winoc le 2 juillet ; à celle de Furnes le 3 ; à celle d'Oudenarde, le 9 septembre ; à celle d'Ypres, le 26.
Le 7 novembre 1659, sur l'île des Faisans, le traité des Pyrénées est signé entre la France et l'Espagne, mettant un terme à la guerre et amnistiant les partisans du prince de Condé. La famille Bouton peut ainsi se retrouver.

### Combat pour l'indépendance portugaise
Le 18 avril 1661, la compagnie de Noël Bouton étant réformée, il se trouve sans emploi.
« Les troupes espagnoles, rendues disponibles par le traité des Pyrénées, s'étaient jetées sur le Portugal, dont l'indépendance n'avait pas encore été reconnue. Cet ancien allié de la France était menacé de retomber sous le joug ; Louis XIV n'osait le soutenir ouvertement parce que Mazarin l'avait sacrifié dans les négociations de l'île des Faisans ; mais il ne l'abandonnait pas et son assistance, pour être secrète, ne fut pas moins efficace. Voici le subterfuge dont il usa pour atteindre ses fins sans rompre en visière à l'Espagne : il céda au Portugal une partie des troupes dont il n'avait plus besoin depuis la paix et, pour sauvegarder les apparences, il les choisit d'abord exclusivement parmi les auxiliaires étrangers. Le chef du corps expéditionnaire, le lieutenant-général Frédéric-Armand, comte de Schomberg, était huguenot et né à Heidelberg ; en cette qualité il pouvait être désavoué de Louis XIV (...). Il entra au service du Portugal avec le titre de mestre de camp général de l'armée d'Alemtejo », débarquant à Lisbonne le 13 novembre 1660. En 1663, un corps français est joint aux auxiliaires anglais et placé sous le commandement de Schomberg. Noël Bouton faisait certainement partie de ce corps car c'est cette même année qu'il passe au Portugal, étant pourvu l'année suivante (30 avril 1664) de la charge de capitaine au régiment de cavalerie de Marc-François de Briquemault, seigneur du Château de Ruère, mestre de camp.
Il sert donc sous Schomberg au siège de Valencia de Alcántara (15-24 juin 1664), à la défaite des Espagnols sous les murs de Castelo Rodrigo (nuit du 6 au 7 juillet), et à la bataille de Vila Viçosa (17 juin 1665) ; et assista à l'affaire du Rio-Xévora, où les troupes du marquis de Caracena furent mises en déroute (octobre 1665). Peu de temps après il est promu mestre de camp et capitaine de la première compagnie d'un régiment de cavalerie qu'il leva (7 décembre 1665).
En 1666, il participe à la prise de Benses, à celle de Guardia, à celle de Villa-de-Alcaria (22 juin), de Villa-de-Paymogo (23), de San-Lucar vers le milieu d'août. À la fin de septembre 1667, il prit part à l'attaque du château de Ferreyra. Le 13 février 1668, un traité de paix reconnaissait enfin l'indépendance du Portugal, après 27 ans de guerre.

### Retour en France
Cette année-là, Noël Bouton retourne en France. La même année (28 octobre 1668) un privilège autorise la publication, chez Claude Barbin, des Lettres Portugaises qui seront publiées l'année suivante...
En 1668 encore, il part pour la Crète, où il est blessé au siège de Candie. De retour, il se signale dans la guerre de Hollande en 1675 par la défense de Grave, qui dura 93 jours et coûta 16 000 hommes au prince d'Orange. Il est gouverneur du Poitou, d'Aunis et de Saintonge en 1701 et est nommé maréchal de France le 14 janvier 1703 par Louis XIV. Il est aussi Comte de Saint-Léger, gouverneur de Strasbourg, et fait partie de la 27e promotion des chevaliers de l'ordre du Saint-Esprit, faite dans la chapelle du château de Versailles le 2 février 1705.
Il avait épousé Élisabeth du Bouchet en mars 1677, fille de Jean-Jacques du Bouchet de Villeflix.

### Lettres portugaises
Quelques mois après la publication des célèbres Lettres portugaises (1669), une édition contrefaite publiée à Cologne substituait quelques lignes dans l'avis « Au Lecteur », désignant Chamilly comme le destinataire des lettres de la religieuse abandonnée et Gabriel de Guilleragues comme le traducteur. Cette indication renforça la supercherie littéraire en confirmant la prétendue authenticité de ces Lettres. Et, une fois convaincu de cette authenticité, chacun se persuada que durant ses campagnes au Portugal, Chamilly aurait fait la rencontre d'une religieuse, qu'il aurait ensuite abandonnée en rentrant en France. On se mit alors à chercher une religieuse authentique susceptible d'avoir croisé Chamilly durant son séjour portugais et l'on trouva une certaine Mariana Alcoforado, religieuse portugaise de Beja. C'est à elle que  l'on se mit alors à attribuer la paternité des cinq lettres amoureuses — pour lesquelles, depuis le milieu du XXe siècle, tous les historiens de la littérature ont apporté les preuves qu'elles sont des lettres fictives, dues au vicomte de Guilleragues.
À la mort de Chamilly, près de cinquante ans après la publication des Lettres portugaises, Saint-Simon, désormais convaincu comme tous ses contemporains de leur authenticité, fait cette remarque sur leur prétendu destinataire : « À le voir et à l'entendre on n'aurait jamais pu se persuader qu'il eût inspiré un amour aussi démesuré que celui qui est l'âme de ces fameuses Lettres Portugaises » ; puis y fait une deuxième allusion plus détaillée : « Il avait si peu d'esprit qu'on en était toujours surpris, et sa femme, qui en avait beaucoup, souvent embarrassée. Il avait servi jeune en Portugal, et ce fut à lui que furent écrites ces fameuses Lettres portugaises par une religieuse qu'il y avait connue et qui était devenue folle de lui. »

## Armoiries
| Figure | Blasonnement                |
|        | De gueules à la fasce d'or. |

### Sources
- Eugène Beauvois : La jeunesse du Maréchal de Chamilly. Notice sur Noël Bouton & sa famille de 1636 à 1667. In Société d'histoire, d'archéologie et de littérature de l'arrondissement de Beaune. Mémoires. Année 1884. Imprimerie Arthur Batault, 1885
- Eugène Beauvois : Les trois Chamilly pendant et après la guerre de dévolution 1667-1671, publié en 1886.
- Cyr Myriam - "Letters of a Portuguese Nun: Uncovering the Mystery Behind a Seventeenth-Century Forbidden Love"; Hyperion Books; January 2006;  (ISBN 07-868-6911-9))